# Hlava Medúzy
Hlava Medúzy je český dramatický a kriminální seriál z roku 2021 režiséra Filipa Renče a scenáristy Petra Hudského. Děj se odehrává v Brně a jeho obsah tvoří jednotlivé kauzy, které vyšetřuje tým kriminalistů v podání Jitky Čvančarové, Jiřího Dvořáka, Michala Isteníka a Petry Bučkové. Seriál je pojmenován po slavném Rubensově obrazu, přičemž zlo a zločin mají připomínat hadovité vlasy Medúzy.
Scenárista Hudský do Brna zasadil již svůj dřívější kriminální seriál, Labyrint. Podle Renče je seriál svým zaměřením spíše psychologický než akční. Renč se též před uvedením seriálu nechal slyšet, že by rád obnovil atmosféru českých kriminálek ze šedesátých let.
Seriál se natáčel na Brněnsku a Blanensku, natáčení trvalo 89 dní. Seriál má 8 dílů a vysílá jej první program České televize. První díl měl premiéru na ČT1 dne 11. ledna 2021.

## Obsazení

### Hlavní a vedlejší role
| Jitka Čvančarová      | mjr. Karin Kaplanová        |
| Jiří Dvořák           | kpt. David Mertl            |
| Michal Isteník        | kpt. Martin Tomek           |
| Petra Bučková         | kpt. Sabina Holanová        |
| Karel Heřmánek mladší | Erik Kaplan, bratr Karin    |
| Jana Švandová         | matka Karin                 |
| Jan Vlasák            | otec Karin                  |
| Terezie Holá          | Táňa Kaplanová, Dcera Karin |
| Dana Černá            | MUDr. Sokolová              |
| Filip Kaňkovský       | Lukáš Prax                  |
| Jan Slovák            | soudní lékař                |

### Epizodní role

#### 1. díl
| Igor Bareš       | Veselka                 |
| Arnošt Goldflam  | ředitel galerie Kohn    |
| Aleš Procházka   | Šmíd                    |
| Michaela Horká   | prostitutka Lucie       |
| Lukáš Boček      | mladík                  |
| Mikuláš Čížek    | Klouda                  |
| Rastislav Gajdoš | policista v nemocnici   |
| Jana Musilová    | lékařka                 |
| Kristian Pekar   | mladík v nakladatelství |
| Tomáš Sagher     | Jeřábek                 |
| Jiří Schwarz     | Nekolný                 |

#### 2. díl
| Pavel Kříž         | Veber              |
| Gabriela Štefanová | Helena Veberová    |
| Štěpán Tuček       | Robert Veber       |
| Vojtěch Blahuta    | policista Hovorka  |
| Mario Kubec        | otec Andrey        |
| Klára Apolenářová  | matka Andrey       |
| Michal Bumbálek    | primář psychiatrie |

#### 3. díl
| Jiří Racek       | František Bubeník |
| Eva Vrbková      | Bubeníková        |
| Ladislav Frej    | docent Kalina     |
| Pavel Řezníček   | Janík             |
| Petr Halberstadt | Ambrož            |

#### 4. díl
| Jitka Sedláčková | Eva Konečná        |
| Zdeněk Černín    | Bedřich Horák      |
| Lukáš Kantor     | Filip Konečný      |
| Klára Jelínková  | Oleksa Maximová    |
| Marek Příkazký   | Marián Rous        |
| Sebastian Pöthe  | Jonáš              |
| Pavla Vitázková  | Irena Pospíchalová |
| Tomáš Juřička    | Petr Konečný       |
| Růžena Dvořáková | pošťačka           |

#### 5. díl
| Vilma Cibulková        | Magdalena Eliášová    |
| Hana Igonda Ševčíková  | Marie Vocílková       |
| Simona Lewandowská     | Nikol Malířová        |
| Kristýna Nováková      | Jana Valíková         |
| Zuzana Holéczyová      | Linda Plachtová       |
| Karolína Kopíncová     | modelka               |
| Monika Maláčová        | Pavla Šulcová         |
| Nicole Maláčová        | Regina                |
| Michal Slaný           | Číšník Karel Zpěváček |
| Hana Tomáš Briešťanská | Marcela               |
| Jakub Uličník          | Vlasta                |
| Diana Velčická         | Luďka Dostálová       |
| Veronika Tušlová       | Žaneta Maršálková     |
| Kamila Valůšková       | Malířová              |
| Ema Businská           | Lucie Malířová        |

#### 6. díl
| Marek Vašut        | Karel Chramosta       |
| Lenka Vlasáková    | Lenka Hlaváčová       |
| Martin Havelka     | Josef Hlaváč          |
| Dita Hořínková     | Vlasta Koníčková      |
| Annette Nesvadbová | Katerina Hlaváčová    |
| Antonie Talacková  | Simona Hlaváčová      |
| Martina Delišová   | Mirka Chramostová     |
| Vladimír Hauser    | Jaroslav Hlaváč       |
| Lucie Ducháčková   | Jitka Krásenská       |
| Daniel Gajdoš      | policista v nemocnici |

#### 7. díl
| Martin Preiss         | Tomáš Fišer           |
| Vanda Konečná Károlyi | Gabriela Fišerová     |
| Sara Sandeva          | Hedvika Kratochvílová |
| Světlana Nálepková    | Laura Brémová         |
| Zdeněk Podhůrský      | Alexandr Rozsypal     |
| Jiří Ployhar          | Kamil Sluka           |
| Martin Kubačák        | Roman Lisický         |
| Jiří Strach           | režisér               |
| Anna Dvořáková        | klapka                |
| Michael Goldschmid    | Radek Bednář          |
| Denisa Licková        | Denisa Fišerová       |
| Natalie Golovchenko   | Jana Kordová          |

#### 8. díl
| Tomáš Havlínek    | Kryštof Sosna      |
| Lucie Hrzalová    | Dominika Kunešová  |
| Zdeněk Dvořák     | Vladimír Zvěřina   |
| Simona Peková     | Věra Zvěřinová     |
| Petr Buchta       | Luboš Zvěřina      |
| Miroslav Táborský | Vilém Sosna        |
| Isabela Bencová   | lékařka            |
| Richard Bergman   | reportér           |
| Eva Jelínková     | Kateřina Poláčková |
| Kristina Povodová | Julie Bernátová    |
| Martin Tlapák     | Ladislav Gajgoš    |

## Seznam dílů
| Č. v seriálu | Č. v řadě | Název dílu                 | Režie      | Scénář      | Premiéra na ČT1 | Sledovanost (v mil. diváků) |
| ------------ | --------- | -------------------------- | ---------- | ----------- | --------------- | --------------------------- |
| 1            | 1         | Hlava Medúzy               | Filip Renč | Petr Hudský | 11. ledna 2021  | 1,680                       |
| 2            | 2         | Vykročení do života        | Filip Renč | Petr Hudský | 18. ledna 2021  | 1,441                       |
| 3            | 3         | Smrt na zámku              | Filip Renč | Petr Hudský | 25. ledna 2021  | 1,419                       |
| 4            | 4         | Dům na konci ulice         | Filip Renč | Petr Hudský | 1. února 2021   | 1,471                       |
| 5            | 5         | Královny krásy             | Filip Renč | Petr Hudský | 8. února 2021   | 1,416                       |
| 6            | 6         | Tajemství umírajícího lesa | Filip Renč | Petr Hudský | 15. února 2021  | 1,439                       |
| 7            | 7         | Krev na stříbrném plátně   | Filip Renč | Petr Hudský | 22. února 2021  | 1,478                       |
| 8            | 8         | Kalich hořkosti            | Filip Renč | Petr Hudský | 1. března 2021  | 1,415                       |

## Recenze
Kritici seriál hodnotili jako průměrný až podprůměrný:
- Stanislav Dvořák, Novinky.cz, 8. ledna 2021, [15]
- Mirka Spáčilová, iDNES.cz, 11. ledna 2021, [16]
- Petr Slavík, Fandíme seriálům, 12. ledna 2021, [17]

Kamil Fila ve své recenzi pro Aktuálně.cz napsal, že seriál je „k nevydržení“, kritizoval laciný scénář a komentoval, že Česká televize točí hloupé seriály záměrně, aby seriál „splňoval požadavky těch nejméně náročných diváků“. Nedotaženost scénáře kritizuje i Pavel Sladký a v recenzi pro Aktuálně.cz dodává, že se v detektivce „vrší náhody“ a „dialogy šustí papírem“. Podobně negativně se o seriálu vyjadřuje i Marcel Kabát, který v recenzi pro Lidové noviny napsal, že seriál „bohužel příběhem zabije spíše diváka“ a „seriál by se neztratil ani na Festivalu otrlého diváka“. Jindřiška Bláhová v recenzi pro Respekt napsala, že seriál „podceňuje diváka a škodí nejen české detektivce“.